# Parelectra homochroa
Parelectra homochroa är en fjärilsart som beskrevs av Paul Dognin 1914. Parelectra homochroa ingår i släktet Parelectra och familjen nattflyn. Inga underarter finns listade i Catalogue of Life.